# LeAnne Howe
LeAnne Howe (Oklahoma, 1951) és una escriptora choctaw. Graduada en literatura i periodisme per la Universitat d'Oklahoma, viu a Iowa i la seva obra és molt autobiogràfica. Autora de Coyote papers (1985), Shell shaker i Miko Kings.